# Lotte Brott
Lotte Brott (geb. Charlotte Goetzel; * 8. Februar 1922 in Mannheim; † 6. Januar 1998 in Montreal) war eine kanadische Cellistin und Musikmanagerin deutscher Herkunft.

## Leben
Charlotte Goetzel war die Tochter von Else Fuld und von Walter Goetzel, einem jüdisch-deutschen Geschäftsmann. Sie absolvierte in ihrer Kindheit eine Celloausbildung. Nach der Machtergreifung der Nationalsozialisten schickten ihre Eltern sie in ein Schweizer Internat, wo sie am Konservatorium Zürich Cellounterricht bei Emanuel Feuermann hatte. Mit ihren Eltern, die inzwischen nach Kanada ausgewandert waren, traf sie 1939 in Toronto wieder zusammen. Als Stipendiatin studierte sie dort bei Jean Belland und später an der Universität Toronto bei Zara Nelsova.
Ab 1941 war sie Mitglied des Orchestre symphonique de Montréal, dem sie bis 1987 angehörte. Im Folgejahr wurde sie Cellistin im McGill String Quartet, aus dem später das Orchestre de chambre McGill (seit 2019 Orchestre classique de Montréal) hervorging. Diesem blieb sie bis zu ihrem Tod als Administratorin verbunden. 1943 heiratete sie den Komponisten und Dirigenten Alexander Brott. Von 1946 bis 1952 war sie Mitglied der Little Symphony of Montreal. Daneben trat sie bei der CBC mit Musikern wie John Newmark und Walter Joachim auf und unterrichtete Cello an der McGill University.
Für das Orchestre de chambre McGill und andere musikalische Unternehmungen unter der künstlerischen Leitung ihres Mannes, u. a. (1978–83) die Kingston Sympony, organisierte sie als Managerin Konzerte, übernahm die Öffentlichkeitsarbeit und das Fundraising. Mit ihrem Mann gründete sie auch die Concerts Under the Stars am Mont Royal und eine populäre Konzertreihe in der Aréna Maurice-Richard. Außerdem überwachte sie auch die musikalische Ausbildung ihrer Söhne Boris und Denis Brott.
1988 wurde Brott als Dame of Grace des Order of Malta geehrt, 1990 zum Member des Order of Canada ernannt. Für ihre Verdienste um die Etablierung des institutionellen Kunstsponsorings zeichnete sie die Provinzregierung von Québec als Chavalier des Ordre national du Québec aus.